# Liste der Naturdenkmale in Lebach
Die Liste der Naturdenkmale in Lebach nennt die auf dem Gebiet der Stadt Lebach im Landkreis Saarlouis im Saarland gelegenen Naturdenkmale.

## Naturdenkmale
| Bild                          | Bezeichnung                                                     | Ort                                                                     | Beschreibung | Art | Nr.        |
| ----------------------------- | --------------------------------------------------------------- | ----------------------------------------------------------------------- | --- | --- | ---------- |
| mehr Fotos \| Fotos hochladen | Felsgruppe Kallenstein (verkieseltes, rotliegendes Konglomerat) | Lebach 49° 23′ 31″ N, 6° 53′ 27,8″ O)                                   | 300 m nordöstlich Zollstock, 1 km westlich Eidenborn                                                                    |     | D 3.02.001 |
| BW                            | 2 Linden                                                        | Lebach Niedersaubach 49° 25′ 12,5″ N, 6° 55′ 10,3″ O)                   | an der alten Straße Lebach-Niedersaubach; 120 m südlich der Wegegabelung                                                |     | D 3.02.002 |
| Fotos hochladen               | 1 Linde                                                         | Lebach Niedersaubach 49° 25′ 39,4″ N, 6° 54′ 21,7″ O)                   | an der Wegegabelung 500 m südöstlich Weierberg, 1 km westlich-nordwestlich Niedersaubach                                |     | D 3.02.003 |
| Fotos hochladen               | 1 Eibe                                                          | Lebach 49° 24′ 30,8″ N, 6° 52′ 53,6″ O)                                 | 200 m östlich Hofgut Zur Motten (siehe Schloss La Motte#Naturdenkmal „Alte Eibe“)                                       |     | D 3.02.004 |
| BW                            | Hainbuchenallee                                                 | Lebach 49° 24′ 37,3″ N, 6° 52′ 50,3″ O)                                 | Einfahrt Hofgut Zur Motten                                                                                              |     | D 3.02.005 |
| BW                            | Baumgruppe: 1 Eiche 4 Eschen 10 Linden                          | Lebach 49° 24′ 51,4″ N, 6° 54′ 29,2″ O)                                 | auf dem alten Friedhof der Stadt Lebach                                                                                 |     | D 3.02.006 |
| BW                            | Krummer Stein                                                   | Lebach Dörsdorf (Lebach) Flurstück 1;233 49° 28′ 26″ N, 6° 57′ 18,7″ O) | Seltener Felsenstandort mit hoher Arten- und Strukturvielfalt. Vulkanitkuppe permischen Alters. Fläche ca. 1 ha.        |     | D 3.02.007 |
| BW                            | Eiche am Kriegergrab                                            | Lebach Thalexweiler 49° 27′ 14″ N, 6° 58′ 39,7″ O)                      | Ca. 25 m hohe Eiche mit 2,70 m Stammumfang in 1 m Höhe. Das in unmittelbarer Nähe stehende Steinkreuz ist mitgeschützt. |     | D 3.02.008 |
| BW                            | Walnußbaum                                                      | Lebach Gresaubach 49° 27′ 4,1″ N, 6° 54′ 5,3″ O)                        | Alter Walnussbaum mit stattlichen und malerischen Wuchs. Kulturhistorische Vergangenheit                                |     | D 3.02.009 |